# درة قشلاق العليا (ورغاهان)
درة قشلاق العلیا (بالفارسية: دره‌قشلاق علیا) هي منطقة سكنية تقع في إيران في قسم ورغاهان الریفي.